# 콜간 항공
콜간 항공(영어: Colgan Air)은 미국의 지역 항공사로 본사는 미국 테네시주 멤피스에 위치해 있으며 1991년에 설립했다. 또한 사용하고 있는 허브 공항으로 보스턴 로건 국제공항, 워싱턴 덜레스 국제공항, 조지 부시 인터콘티넨털 공항, 뉴어크 리버티 국제공항이 있으며 계열사는 미국의 지주 항공사인 피나클 항공 그룹이 있다.

## 보유 기종
- 2012년 1월 기준으로 콜간 항공은 다음과 같은 기종을 보유하고 있다.[1]

## 같이 보기
- 미국의 없어진 항공사 목록

## 사건 및 사고
- 콜간 항공 3407편
- 콜간 항공 9446편

## 사진

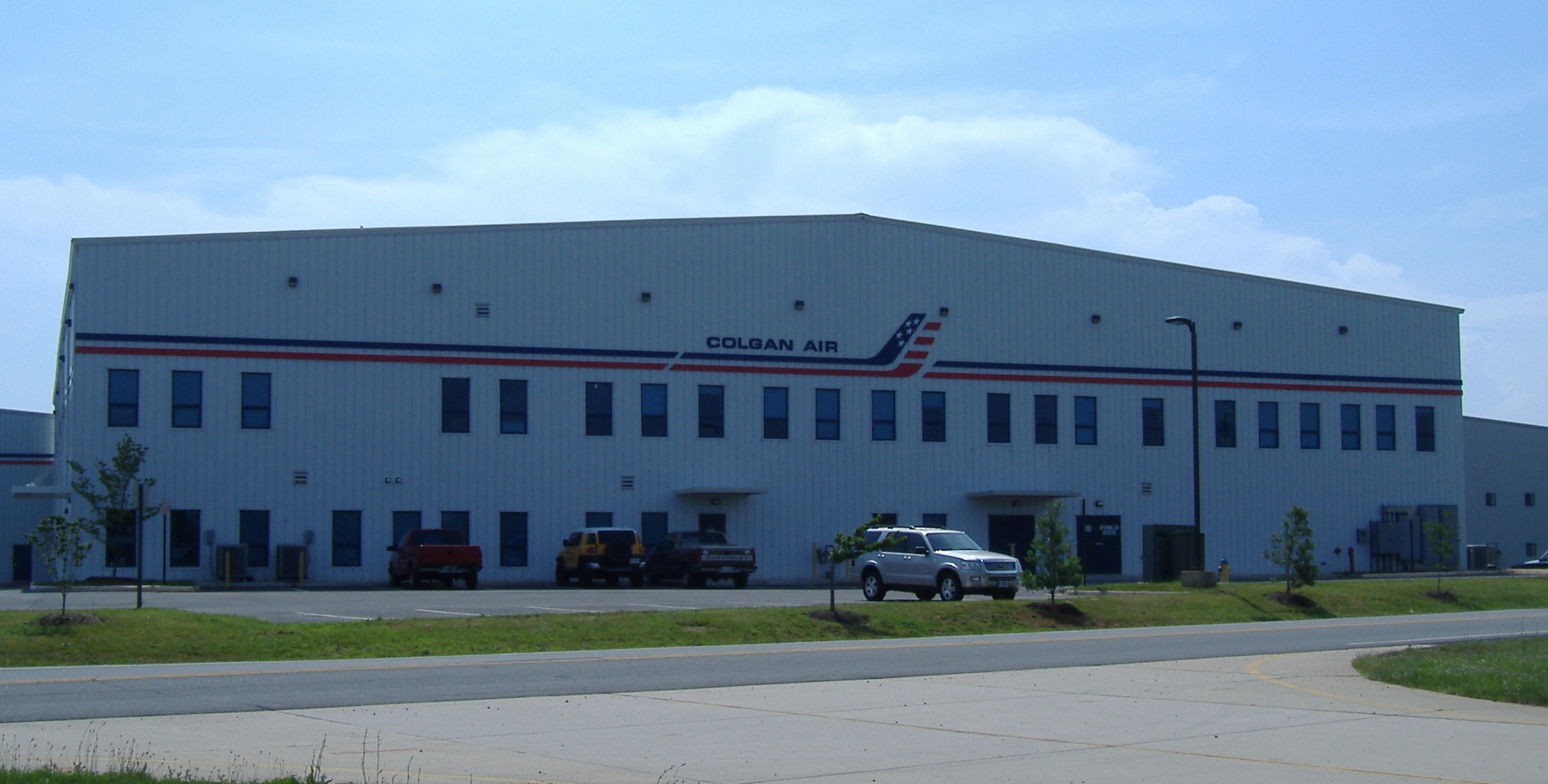
콜간 항공 본사
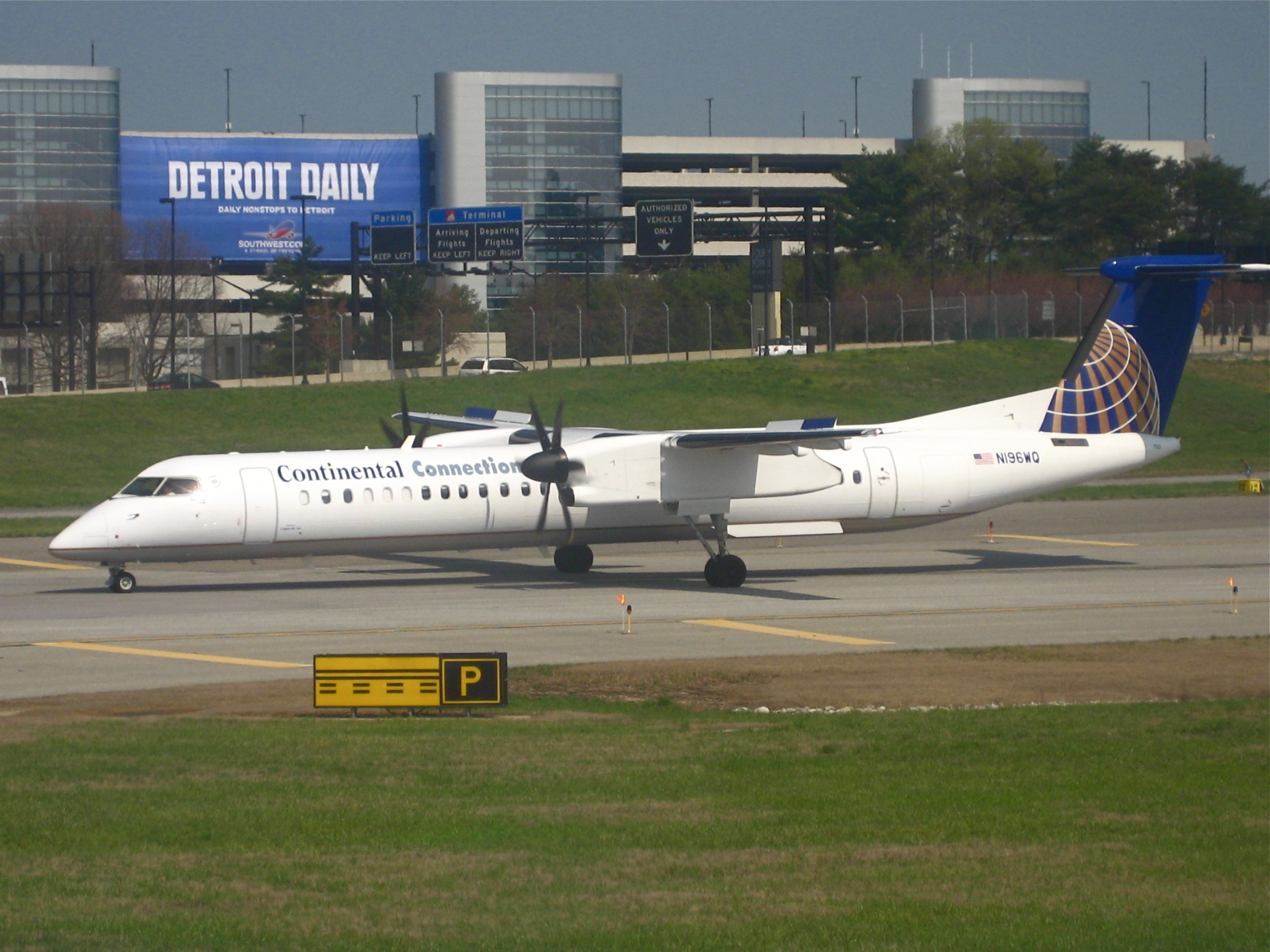
콜간 항공의 봄바디어 대쉬 Q 400
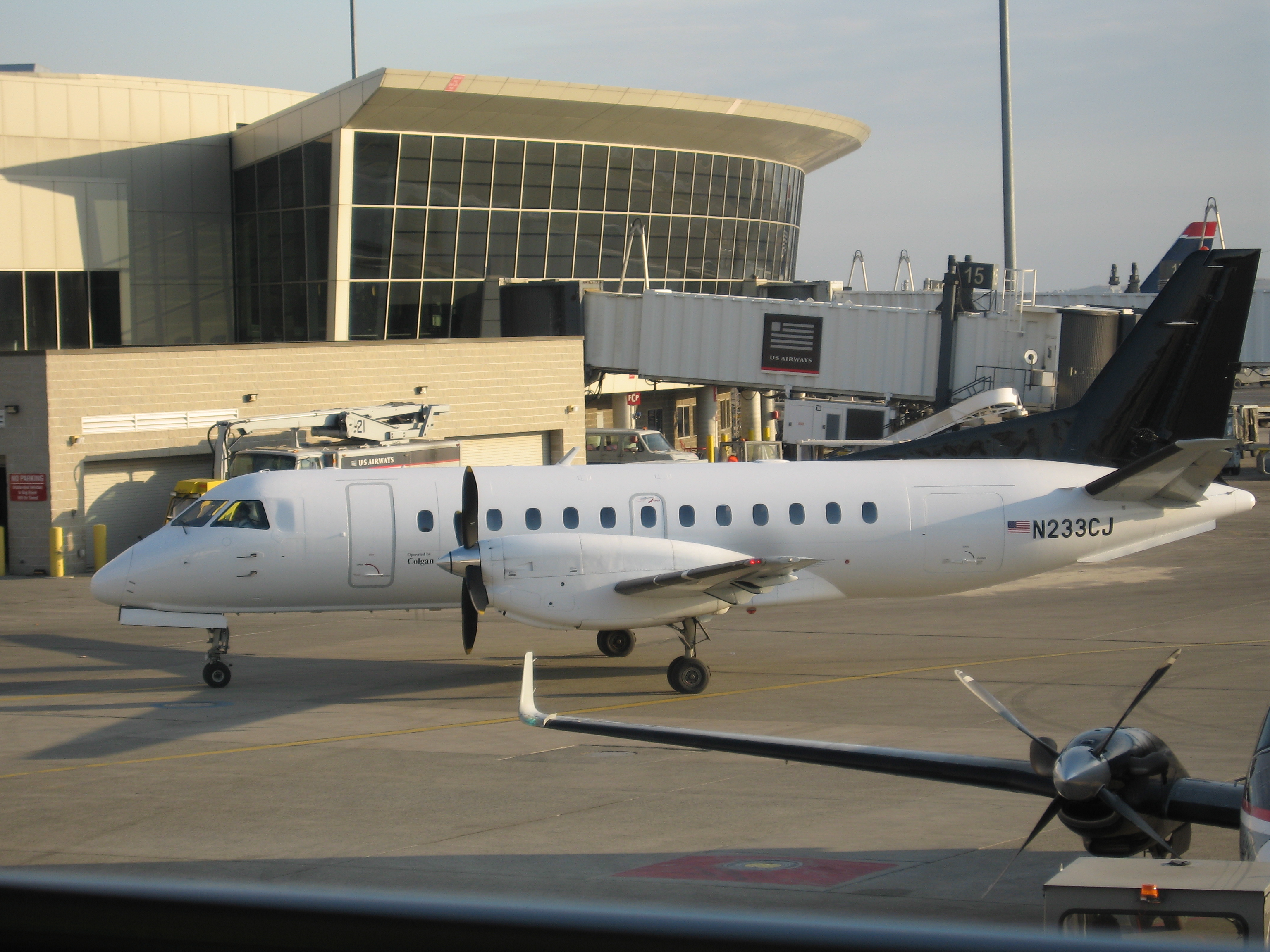
콜간 항공의 샤브 340B